# Савельев, Владимир Иванович
Влади́мир Ива́нович Саве́льев (18 июня 1933, Богородицк — 31 марта 2019, Уфа) — первый генеральный конструктор транспортёров семейства «Витязь», с 1978 по июль 1995 года первый директор, затем генеральный директор Ишимбайского завода транспортного машиностроения (ныне ОАО «Машиностроительная компания „Витязь“»).
В серию «Витязь» входят: ДТ-10 «Витязь», ДТ-30 «Витязь», ДТ-30ПМНЖ-Т, которые эксплуатируются в условиях Севера, Западной Сибири, Арктики и Антарктиды.
В 1994 году В. И. Савельев, А. Ф. Челпановский, А. Л. Чахеев, В. В. Семенов стали лауреатами Государственной премии Российской Федерации.

## Награды
- Два ордена Трудового Красного Знамени (1975, 1986);
- Орден «Знак Почёта» (1971);
- Медаль «За трудовую доблесть»;
- Медаль «За доблестный труд. В ознаменование 100-летия со дня рождения Владимира Ильича Ленина»;
- Заслуженный машиностроитель РСФСР (1989);
- Лауреат Государственной премии Российской Федерации в области науки и техники «За создание и освоение серийного производства плавающих двухзвенных гусеничных транспортеров высокой проходимости и большой грузоподъемности ДТ-10П и ДТ-30П» (1994);
- Заслуженный машиностроитель Республики Башкортостан;
- Почётный гражданин г. Ишимбая (1999).